# Видновка
Видновка (укр. Виднівка) — село, Хмелевский сельский совет, Краснопольский район, Сумская область, Украина.
Население по переписи 2001 года составляло 58 человек.
Население 2020 г. составляет до 10 человек.

## Географическое положение
Село Видновка находится на левом берегу реки Боромля, недалеко от её истоков,
ниже по течению на расстоянии в 2,5 км расположено село Ясенок.
На реке несколько запруд.